# Cerithiopsis albovittata
Cerithiopsis albovittata là một loài ốc biển rất nhỏ, là động vật thân mềm chân bụng sống ở biển trong họ Cerithiopsidae. Loài này có ở Biển Caribe và Vịnh Mexico. Nó được Charles Baker Adams mô tả năm 1850.

## Mô tả
Chiều dài tối đa của vỏ ốc được ghi nhận là 4 mm.

## Môi trường sống
Độ sâu tối thiểu được ghi nhận là 11 m. Độ sâu tối đa được ghi nhận là 11 m.